# تشارلز لوي
تشارلز لوي (23 يونيو 1890 - 11 مايو 1953)  (بالإنجليزية: Charles Lowe)‏ هو لاعب كريكت بريطاني (وحمل سابقاً جنسية المملكة المتحدة لبريطانيا العظمى وأيرلندا).